# Ægidius
Ne doit pas être confondu avec Petrus Egidius.
Aegidius ou Égidius, mort vers 465, est un commandant militaire gallo-romain qui a dirigé à partir de 458 un territoire mal déterminé de Gaule Belgique, formant une enclave entre la Loire et la Somme au sud de la région dominée par les Francs saliens de Childéric Ier, et dont la capitale est vraisemblablement Soissons.
Après avoir servi comme officier d'Aetius, il est nommé magister militum per Gallias (« commandant militaire pour la Gaule ») vers 457 par Majorien devenu empereur d'Occident. Après l'assassinat de ce dernier par le patrice Ricimer, Aegidius semble s'affranchir du nouveau pouvoir mis en place par ce dernier à la tête de l'Empire. Refusant de reconnaitre l'empereur fantoche Libius Severus, Aegidius semble dès lors gouverner son territoire gaulois comme une entité indépendante. À la fois « Rex Francorum » élu par ses troupes franques et commandant militaire romain pour la population gallo-romaine, il semble avoir dirigé la totalité de la Belgique seconde durant l'exil forcé de Childéric.
Menacé par les alliés de Ricimer, il mène plusieurs campagnes contre les Burgondes, auxquels il reprend Lyon, et contre les Wisigoths, qu'il vainc à la bataille d'Orléans en 463. Après le retour d'exil de Childéric et son rapprochement avec Ricimer, Aegidius tente vainement de s'allier aux vandales de Genséric avant de mourir vers 465, probablement assassiné. Son éphémère succession échoit à son fils Syagrius et au comte Paulus.
Les sources le concernant étant fragmentaires, éparses et parfois contradictoires, tant la chronologie de son parcours que les contours précis et la nature du territoire qu'il dirige demeurent incertains et font l'objet de discussions au sein de la recherche.

## Sources

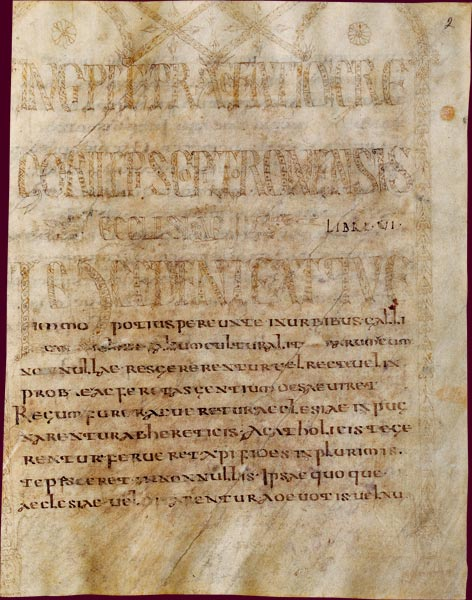
Grégoire de Tours, Decem libri historiarum, frontispice d'un manuscrit de la fin du VIIe siècle. BnF, Manuscrits, Latin 17655 fol. 2.

La reconstitution du parcours d'Aegidius, tout comme de celui de son fils Syagrius, reposent sur des sources éparses et fragmentaires, d'une grande diversité en termes de dates, de contenus et de styles.
On trouve des éléments dans l'œuvre de Priscus (mort vers 470), historiographe byzantin contemporain d'Aegidius dont les informations sont généralement considérées comme exactes. Plus proche des événements en Gaule, Hydace, évêque de la province de Gallaecia farouchement anti-arien, est également un contemporain d'Aegidius qu'il mentionne à quatre reprises dans sa chronique. On trouve également quelques éléments sur Aegidius dans des sources hagiographiques, ainsi que dans la Chronica Gallica de 511 et la Chronique de Marius d'Avenches.
Mais la source la plus importante pour Aegidius, ainsi que pour Syagrius, est Grégoire de Tours, principalement son Decem Libros Historiarum (vers 575) qui est utilisé par deux sources plus éloignées dans le temps et ancrées dans la tradition historique médiévale : la Chronique de Frédégaire datant de la seconde moitié du VIIe siècle qui s'inspire également d'Hydace, et l'anonyme Liber Historiae Francorum, une chronique du début du VIIIe siècle qui apporte quelques changements et un nombre important d'ajouts par rapport au texte de Grégoire. Bien qu'elle soit particulièrement tardive, cette dernière source a l'intérêt d'avoir été écrite dans la région de Soisson ou par un auteur la connaissant particulièrement bien.

## Biographie

### Officier d'empire
Vraisemblablement issu d'une importante famille patricienne gallo-romaine de Lyon, les Syagrii, Aegidius sert sous les ordres d'Aetius, généralissime de l'empereur Valentinien III à la tête de l'une des plus importantes armées romaines située en Gaule du Nord — héritière des unités militaires formées dans le courant du IVe siècle afin de contrer les incursions barbares et les soulèvements locaux. C'est cette armée, où Aegidius a pour collègue les officiers Ricimer et Majorien, qui arrête en 451 la progression d'Attila lors de la Bataille des champs Catalauniques.
Lorsque Majorien accède à la tête de l'empire romain d'Occident avec le soutien de Ricimer en 457, il nomme son frère d'arme Aegidius commandant militaire pour la Gaule (magister militum per Gallias) de la Gaule romaine, actant probablement d'un état de fait préexistant, remontant peut-être au lendemain des assassinats d'Aetius (455) puis Valentinien (455). Aegidius est ainsi en charge au nom de l'Empire d'un territoire correspondant à la partie méridionale de la Belgique seconde, la partie septentrionale étant administrée par les francs saliens fédérés de Childéric.
Quoi qu'il en soit, appuyé par les troupes franques, Aegidius mène en 458 pour Majorien une campagne victorieuse de pacification la Gaule du Sud et de Lyon dont se sont emparés les Burgondes qui acceptent alors les conditions proposées par Majorien pour organiser administrativement cette pacification.

### «Rex Francorum»
Un récit tardif affirme qu'à l'issue de cette mission et fort de son succès, le romain Aegidius est élu par les troupes franques « rex Francorum », une fonction élective précédemment occupée par Childéric  — alors banni en Thuringe par les siens qui lui reprochent sa conduite amorale . Cette appellation rétrospective atteste probablement du fait que les troupes de l'armée des Gaules étaient désormais essentiellement recrutées parmi les Francs. Aegidius exerce alors son autorité sur un territoire qui forme une enclave entre la Loire et la Somme, dont la capitale est vraisemblablement l'antique Soissons, au sud de l'espace dominé par les Francs saliens.

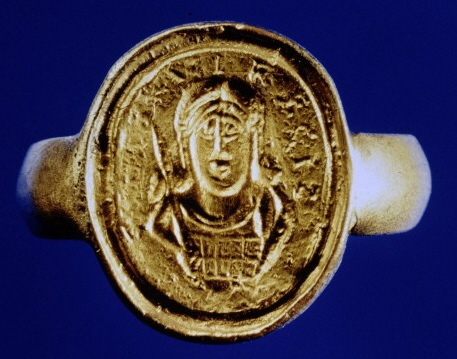
Fac-similé de l'anneau sigillaire trouvé dans la tombe du roi Childéric à Tournai en 1653, Bibliothèque nationale de France.

La nature précise du pouvoir d'Aegidius sur ce territoire reste débattue et, si la plupart des chercheurs trouvent difficile d'accepter l'idée d'une véritable royauté, il est possible qu'il se soit agi à la fois d'une forme de « régence » en l'absence forcée de Childéric, et à la fois, pour la population non franque, de la prolongation de son magister contre la volonté des autorités de Ravenne, incapables de l'en déposséder. Aegidius a ainsi pu exercer son pouvoir à double titre : comme commandant militaire romain et comme « roi des Francs » auprès desquels il semble devoir sa popularité à ses talents de chef de guerre fédérateur ; ceci peut laisser entendre que le maître de la milice romain a dû prendre en main, en l'absence de Childéric, la totalité de la Belgique seconde, voire d’autres territoires contrôlés par les Francs.
En 461, après l'élimination par Ricimer de Majorien dans la foulée de l'échec de sa campagne contre les vandales de Genséric en Afrique du Nord, ce dernier place Libius Severus, un empereur fantoche, sur le trône impérial. Cette nomination et l'arrogance de Ricimer irritent l'empereur d'Orient Léon Ier qui refuse de reconnaitre Libius, imité par le magister militum de Dalmatie Marcellinus et, en Gaule, par les anciens officiers d'Aetius au nombre desquels Aegidius. Ce refus de souscrire des opposants romains au pouvoir de Ricimer ouvre à une situation inédite pour l'Empire où des « seigneurs de guerre » se dispensent de la légitimité impériale et ne jugent plus utile de se proclamer usurpateurs en visant l'Empire : ils préfèrent désormais se tailler des principautés territoriales aisément contrôlables, renforçant le processus de territorialisation et régionalisation des royaumes romano-barbares.

### «Seigneur de guerre»
Aegidius semble tellement irrité par l'assassinat de Majorien, auquel il est demeuré d'une indéfectible fidélité, qu'il envisage d'envahir l'Italie — où règne de facto Ricimer devenu patrice — avec ses troupes de comitatenses qui lui sont restées loyales plutôt qu'au général Agrippinus envoyé par Ricimer pour l'affronter. Pour faire face à la menace, ce dernier s'allie avec les Wisigoths et les Burgondes : d'un côté le roi des wisigoth Théodoric II se laisse convaincre par Agrippinus se ranger au parti de Ricimer en échange du contrôle du port de Narbonne et de sa région ; d'un autre côté, après avoir déchu Aegidius, Ricimer nomme en 463 le roi burgonde Gondioc, devenu son parent par alliance, magister militium Galliarum.
Cette situation tend à transformer l'espace administré par Aegidius en un territoire souverain qui participe de manière autonome aux tractations et alliances régionales. Aegidius, qui reste en place à la tête d'une armée des Gaules en situation de dissidence sans plus reconnaitre d'empereur, semble néanmoins rester en contact avec les cours de Ravenne et de Constantinople. Quoi qu'il en soit, en 463, Théodoric emmène une armée contre Aegidius jusqu'à la Loire mais il est battu par ce dernier à la bataille d'Orléans, bataille au cours de laquelle le frère du roi goth, Frédéric, trouve la mort, ce qui aura d'importantes conséquences pour la succession gothique dans les années suivantes. Le Rex Francorum semble prolonger sa campagne en Loire et met le siège devant Chinon qui ne doit, selon Grégoire de Tours, sa sauvegarde qu'à une intervention miraculeuse. 
Ces campagnes perturbent toutefois le plan d'Aegidius d'envahir l'Italie et profitent aux Burgondes de Gondioc qui s'emparent du couloir rhodanien jusqu'à Lyon, coupant de la sorte la Gaule du Nord des dernières possessions de l'Empire latin en Gaule du Sud, réduites à la Provence. En outre, les sources contemporaines semblent attester de la rivalité entre Childéric et Aegidius dès le retour d'exil du premier : Childéric semble en effet avoir été retourné par Ricimer et promu au rang d'agent impérial, les Francs devenant alliés de Ravenne au même titre que les Wisigoths et les Burgondes : le patrice a de la sorte réussi à étrangler le territoire d'Aegidius, désormais en grande difficulté.  
Suivant Grégoire de Tours, Aegidius doit livrer une seconde bataille à Orléans, qui l'oppose cette fois à son ancien allié franc. En recherche de soutien, le commandant romain envoie alors une ambassade au roi vandale Genséric afin de nouer une alliance mais rien ne résulte de l'initiative avant qu'Aegidius ne soit assassiné dans des circonstances obscures — Hydace mentionne un empoisonnement ou un guet-apens — vers la fin 464, le début 465 voire l'automne de la même année.
À sa mort, ses troupes — qui, à l'instar des autres comitatenses de Gaule ne servant plus l'Empire, s'apparentent davantage désormais à une armée privée — semblent s'être réparties en au moins deux groupes, l'un sous le commandement de Childéric et l'autre sous celui du fils d'Aegidius, Syagrius et du comte d'Angers Paulus dont les territoires sont bientôt absorbés par Childéric puis son fils Clovis.